# 中国人民解放军公安第四师
中国人民解放军公安第四师，是曾经的中国人民解放军公安军的一个师。
1949年6月，以运城军分区机关和部队组建中国人民解放军第6军第18师，下辖第52、第53、第54团，师长张树芝，政委景明远。1950年12月改编为公安第4师，1951年12月合并于西北公安司令部，撤消公安4师番号和建制。